# Comuna Rozivka, Prîazovske
Rozivka (în ucraineană Розівка) este o comună în raionul Prîazovske, regiunea Zaporijjea, Ucraina, formată din satele Kalînivka și Rozivka (reședința).

## Demografie
Componența lingvistică a comunei Rozivka
     Rusă (50,27%)
     Ucraineană (47,56%)
     Alte limbi (2,07%)
Conform recensământului din 2001, majoritatea populației comunei Rozivka era vorbitoare de rusă (50,27%), existând în minoritate și vorbitori de ucraineană (47,56%).